# Felip VII de Waldeck-Wildungen
Felip VII de Waldeck-Wildungen (en alemany Philipp VII von Waldeck-Wildungen) va néixer a Wildungen (Alemanya) el 25 de novembre de 1613 i va morir a la ciutat txeca de Tabor el 24 de febrer de 1645. Era un noble alemany, fill del comte Cristià (1585-1637) i d'Elisabet de Nassau-Siegen (1584-1661).

## Matrimoni i fills
El 26 d'octubre de 1634 es va casar a Frankfurt amb Anna Caterina de Sayn-Wittgenstein (1610-1690), filla del comte Lluís II de Sayn-Wittgenstein (1571-1634) i d'Elisabet Juliana de Solms-Braunfels (1578-1630). Fruit d'aquest matrimoni en nasqueren:
- Cristià Lluís (1635-1706), casat primer amb Anna Elisabet de Rappoltstein (1644-1678) i després amb Joana de Nassau-Idstein (1657-1733).
- Josies (1636-1669), casat amb Guillemina Cristina de Nassau-Siegen (1625-1707)
- Juliana Elisabet (1637-1707), casada amb Enric Wolrad de Waldeck-Eisenberg (1642-1664).
- Anna Sofia (1639-1646).
- Joana, nascuda i morta el 1639.
- Felipa (1643-1644).